# إنتاج القهوة في إثيوبيا
إثيوبيا هي المكان الذي نشأ فيه البن العربي.
يعد إنتاج القهوة في إثيوبيا تقليدًا قديمًا يعود تاريخه إلى عشرات القرون. تمثل إثيوبيا حوالي 3 ٪ من سوق البن العالمي.
القهوة مهمة لاقتصاد إثيوبيا ؛ يأتي حوالي 60 ٪ من الدخل الأجنبي من القهوة ، ويعتمد ما يقدر بنحو 15 مليون من السكان على بعض جوانب إنتاج القهوة لكسب عيشهم.
في عام 2006 ، جلبت صادرات البن 350 مليون دولار ، أي ما يعادل 34٪ من إجمالي صادرات ذلك العام.

إثيوبيا خريطة القهوة والمناطق و وريداس.

## تاريخيا
وفقًا للأسطورة ، اكتشف راعي الماعز كالدي من القرن التاسع في منطقة الكوفة نبات القهوة بعد أن لاحظ التأثير المنشط للنبات على قطيعه
لكن القصة لم تظهر في الكتابة حتى عام 1671

## الإنتاج
إثيوبيا هي سابع أكبر منتج للبن في العالم ، وأكبر منتج في إفريقيا
الأسواق الرئيسية للبن الإثيوبي هي الاتحاد الأوروبي (حوالي نصف الصادرات) وشرق آسيا (حوالي الربع) وأمريكا الشمالية
حيث بلغ إنتاجها 260.000 طن متري في عام 2006 ويستهلك الإثيوبيون نصف القهوة
تقدر المساحة الإجمالية المستخدمة لزراعة البن بحوالي 4,000 كيلومتر مربع (1,500 ميل2) .
الحجم الدقيق غير معروف بسبب الطبيعة المجزأة لمزارع البن.
لم تتغير طريقة الإنتاج كثيرًا ، مع ما يقرب من جميع الأعمال ، الزراعة والتجفيف ، لا يزال يتم يدويًا.
تمثل عائدات صادرات البن 10٪ من الإيرادات الحكومية السنوية ، نظرًا للحصة الكبيرة التي تُعطى للصناعة أولوية عالية جدًا
ولكن هناك جهود واعية من قبل الحكومة لتقليل حصة صناعة القهوة من الناتج المحلي الإجمالي من خلال زيادة قطاع التصنيع .
تتعامل هيئة الشاي والقهوة ، وهي جزء من الحكومة الفيدرالية ، مع أي شيء يتعلق بالقهوة والشاي مثل تحديد السعر الذي تشتري به محطات الغسيل القهوة من المزارعين. هذا هو إرث من خطة التأميم التي بدأها النظام السابق والتي سلمت جميع محطات الغسيل إلى تعاونيات المزارعين.
يتم تنظيم السوق المحلية بشكل كبير من خلال التراخيص ، بهدف تجنب التركيز في السوق.

## الأصناف الإقليمية
حبوب البن الإثيوبي التي تزرع إما في هرار ، يرجاشيفي أو ليمو يتم الاحتفاظ المناطق عن بعضها البعض وتسويقها تحت اسم الإقليمي بهم.
هذه الأصناف الإقليمية هي أسماء علامات تجارية مع الحقوق التي تملكها إثيوبيا.

### سيدامو
من المحتمل أن في هذه المنطقة وحولها نشأت القهوة.
قهوة سيدامو متوازنة بشكل جيد مع أوراق الحجامة التي تظهر التوت والحمضيات مع حموضة معقدة.
تأتي القهوة من مقاطعة سيدامو في المرتفعات الإثيوبية على ارتفاعات من 1500 إلى 2200 متر فوق مستوى سطح البحر. في هذه الارتفاعات ، يمكن تصنيف حبوب البن على أنها «عالية النمو بدقة». هنا تنمو القهوة الإثيوبية بشكل أبطأ ، وبالتالي يكون لديها المزيد من الوقت لامتصاص العناصر الغذائية وتطوير نكهات أكثر قوة بناءً على المناخ المحلي وظروف التربة. النكهة الأكثر تميزًا الموجودة في جميع أنواع قهوة سيدامو هي الليمون والحمضيات ذات الحموضة الهشة اللامعة. تشمل قهوة سيدامو و قهوة يرجاشيفي و غوجي. كلا نوعي القهوة بجودة عالية جدًا.

### جينيكا
«إثيوبيا جينيكا» نوع من البن العربيا من أصل واحد تزرع حصريًا في منطقة بنش ماجي .
تتميز بحبوب صغيرة ورمادية اللون ، ومع ذلك فهي ذات قيمة بسبب طعمها العميق والتوابل والنبيذ أو طعمها الشبيه بالشوكولاتة ورائحتها الزهرية.

### هرر
هرر في المرتفعات الشرقية من إثيوبيا . إنها واحدة من أقدم حبوب البن التي لا تزال منتجة ومعروفة بنكهة الفواكه المميزة ونكهة النبيذ.
تستخدم قشور حبوب البن في شاي يسمى حشر قهوة.
الحبة متوسطة الحجم ذات لون مخضر مصفر. له حموضة متوسطة وكامل الجسم ونكهة موكا مميزة.
هرار عبارة عن حبة قهوة جافة مصنعة ويتم الفرز والمعالجة يدويًا بالكامل تقريبًا

## البنالعربي
يمكن تقسيم حبوب البن الإثيوبية من نوع البن العربي
إلى ثلاث فئات: بيري الطويل وبيري القصير و موكا.
تتكون أصناف بيري الطويل أكبر أنواع الحبوب ، وغالبًا ما تعتبر ذات جودة عالية من حيث القيمة والنكهة.
أصناف بيري القصير أصغر من حبوب لونجبيري ولكنها تعتبر حبة عالية الجودة في شرق إثيوبيا حيث نشأت.
كما أن صنف الموكا هو سلعة عالية القيمة. ومن المعروف موكا هرر الخاصة بهم غالبا ما تلاحظ الشوكولاته المعقدة، والتوابل والحمضيات.